# Langeneß
Langeneß (en danés, Langenæs; en frisón del norte, Nees) es un municipio situado en el distrito de Nordfriesland, en el estado de Schleswig-Holstein, Alemania. Tiene una población estimada, a fines de septiembre de 2022, de 134 habitantes.
Consiste en las halligen (islas) de Langeneß y Öland. Antes de la inundación de 1634 las dos islas se conectaban directamente.
Langeness en sí tiene 16 warften y es la hallig (isla) más grande del área. Hay una escuela primaria y un centro de información proporciona datos sobre el parque nacional y el mar de Wadden, en Peterswarf. Existe un ferrocarril que la conecta con el continente en Dagebüll a través de Öland. Un ferry ofrece un servicio diario a la parte continental.